# Osaka Popstar and the American Legends of Punk
Osaka Popstar and the American Legends of Punk è il primo studio album della band pop punk Osaka Popstar.
Il titolo dell'album deriva dal fatto che la band include membri leggendari del punk statunitense, come Marky Ramone, Jerry Only, Dez Cadena ed Ivan Julian.

## Tracce
1. Wicked World – 2:58 (Daniel Johnston)
2. Astro Boy – 1:30 (Donald Rockwell, Tatsuo Takai)
3. Sailor Moon – 1:11 (Andy Heyward, Tetsuya Komoro, Kanako Oda)
4. Man of Constant Sorrow – 3:20 (John Cafiero, Traditional)
5. Insects – 2:06 (Davis Aronin, Carl Brown Jerron Cool, Keisha Dotson, Brenda Garcia, Inisinna, Kids Of Widney High, Michael Monagan)
6. I Live off You – 1:50 (Marianne Elliot aka Poly Styrene)
7. Xmas Intro (That Almost Wasn't) – 0:10 (Ray Carter)
8. The Christmas That Almost Wasn't – 1:38 (Carter, Paul Tripp)
9. Love Comes in Spurts – 1:53 (Richard Hell)
10. Blank Generation – 2:47 (Hell)
11. Monsters – 2:52 (Cafiero)
12. Where's the Cap'n? – 2:25 (Cafiero)
13. Shaolin Monkeys – 2:58 (Cafiero)

## Formazione
- John Cafiero – voce
- Jerry Only – basso
- Dez Cadena – chitarra
- Ivan Julian – seconda chitarra
- Marky Ramone – batteria